# Zarina Dijas
Zarina Dijas (kasakhisk: Зарина Диас; født 18. oktober 1993 i Almaty, Kasakhstan) er en professionel kvindelig tennisspiller fra Kasakhstan.